# Imperializmus

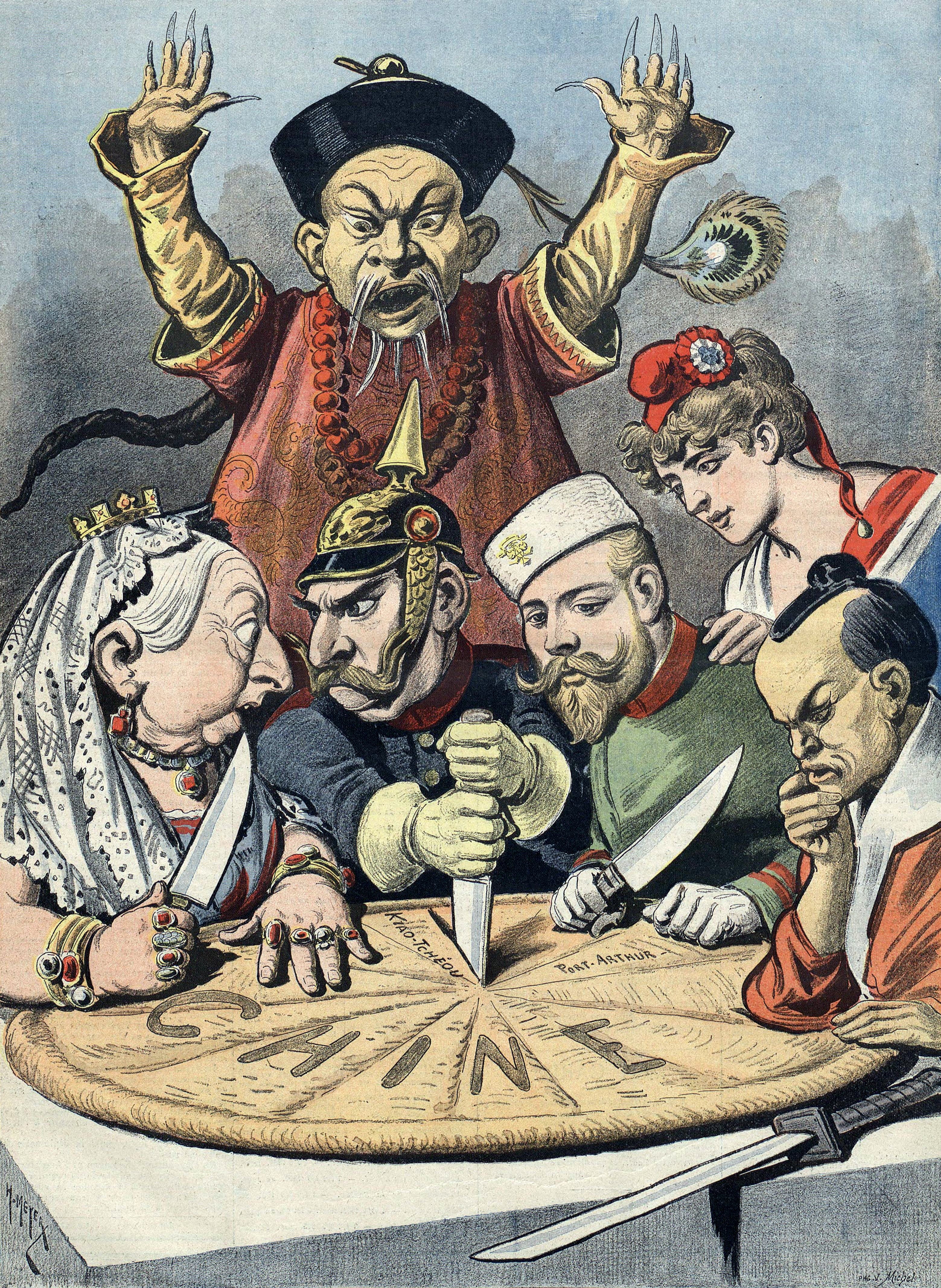
Kína „felszeletelése”. 1898-as rajz.

Az imperializmus (a latin nyelvből: imperare „uralkodni“; imperium „birodalom“; mint Imperium Romanum) a legtágabb értelemben a birodalmak kialakítására irányuló törekvés, erős országoknak az a politikája, ami más országok gazdasági kizsákmányolását és politikai alávetését, a saját hatalmi rendszerébe történő bekapcsolását célozza. Ilyen értelemben a fogalom alkalmazható lenne az ókori és középkori történelem egyes mozzanataira is, a gyakorlatban azonban a szó szűkebb értelemben használatos, mégpedig a 19. század végi, 20. század eleji fejlett tőkés országok gyarmatosító politikájára. Ebben az értelmezésben szorosan összefügg a monopolkapitalizmusnak (elsősorban a marxizmusban használatos) fogalmával, ami a nagy nemzetközi monopóliumok döntő befolyására alkalmazható.
Az imperializmus ebben az értelemben a kapitalista fejlődés új szakasza a 19. század harmadik harmadától. Fő jellemzői a tőke és a termelés koncentrációja, a szabad verseny korlátozása és a monopóliumok kialakulása.  A korábbi árukivitelt egyre inkább tőkekivitel váltja fel, főleg a növekvő gyarmatbirodalmakba, az ottani olcsó munkaerő és nyersanyagforrások kizsákmányolása és az új piacok megnyitása érdekében. A gyarmatbirodalmakból befolyó extraprofit révén átstrukturálódik a tőkés társadalmak szerkezete: megerősödik a finánctőke, kialakul pénzügyi oligarchia és a munkásarisztokrácia.
Az egyenlőtlen fejlődés révén később, de gyorsabban fejlődött országok, mint „későn érkezők” nagyrészt kimaradtak a világ gyarmatosító jellegű felosztásából, ezért követelték az újrafelosztást, ami a 20. század két világháborújának elsődleges oka lett.
A második világháború után az imperializmus fogalma az államszocializmus országai és a fejlett tőkés országok közötti ideológiai küzdelem eszköze lett. A gyarmati rendszer felbomlásával, majd a szocialista országok nagy többségének rendszerváltásával a fogalom használata a háttérbe szorult, aktualitását elvesztette. A fejlett tőkés hatalmak gazdasági és politikai érdekeik érvényesítésére a nyílt imperializmus helyett egyre inkább közvetettebb eszközöket alkalmaznak.

## A fogalom kialakulása, használatának története

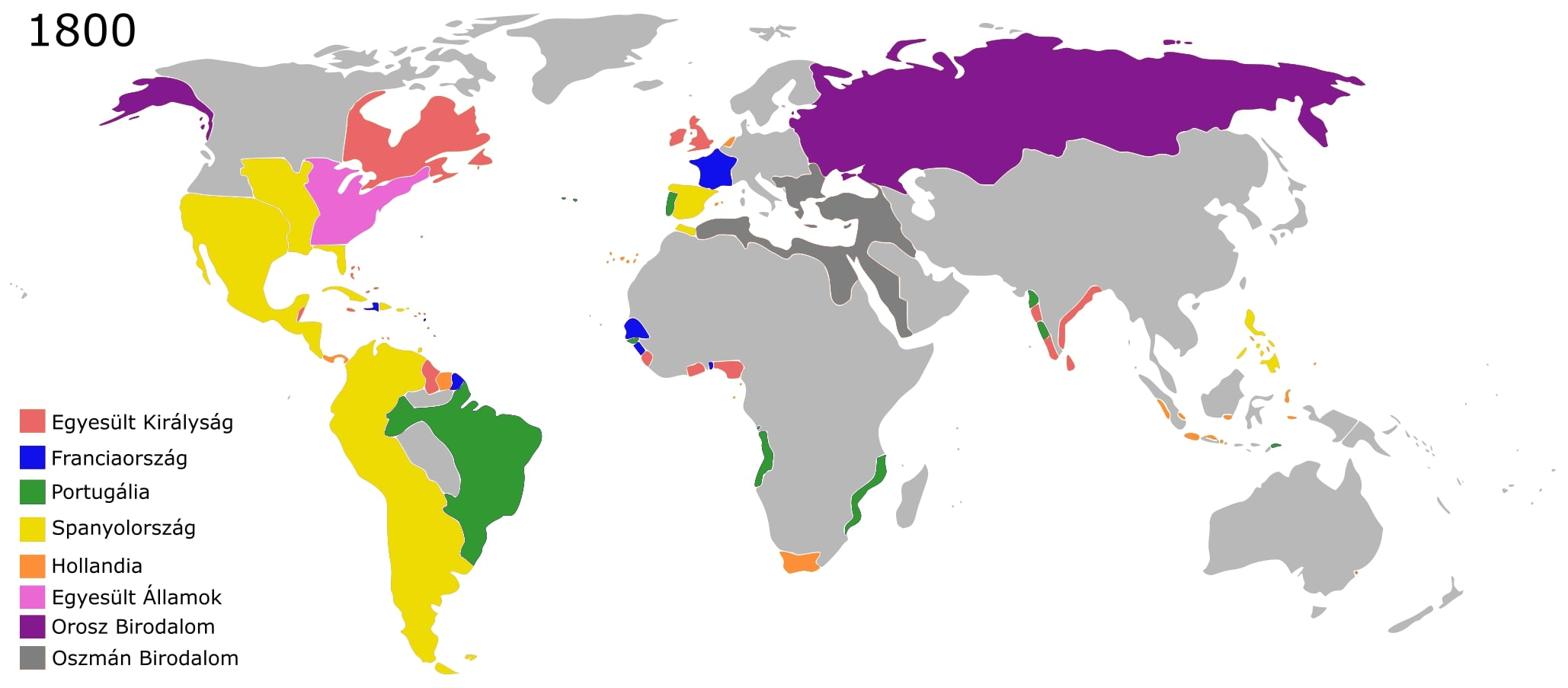
Gyarmatbirodalmak a világon 1800 körül, a klasszikus imperializmus előtt

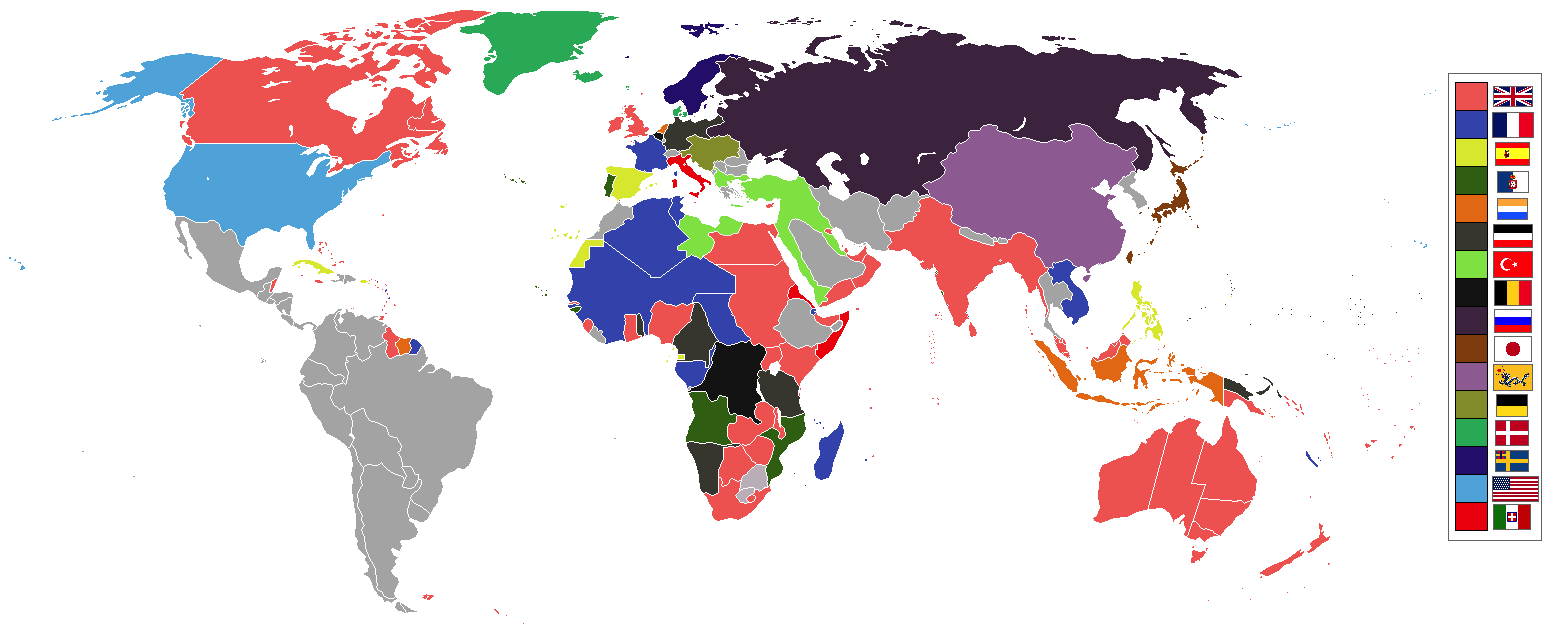
Gyarmatbirodalmak a világon 1898-ban, a klasszikus imperializmus korában

Az imperializmus szó használata angol (imperialism) illetve francia nyelvű (impérialisme) forrásokban először a 16. században bukkan fel a Német-római Birodalom, később a Habsburg Birodalom összefüggésében. Napóleon korában az ő személyes hatalmi törekvéseire alkalmazták a kifejezést. Német nyelven (Imperialismus) először 1826-ból mutatható ki a szó használata, Napóleon családjának hatalmi politikájával kapcsolatban.
A 19. század második felében egyre inkább a gyorsan növekvő Brit Birodalom összefüggésében lett használatos a kifejezés, de a korábbi értelmezése sem tűnt el teljesen. A híres német nyelvű Meyers Konversations-Lexikon még 1888-ban is úgy határozza meg az imperializmus fogalmát, mint olyan politikát, amely nem a törvényességen, hanem az uralkodó katonai erővel alátámasztott önkényén alapul. A brit politikában azonban gyorsan terjedt a fogalom használata a birodalmi, vagy gyarmati politika értelmében, és ez az értelmezés az 1890-es évekre általánossá vált a vezető brit, francia politikusok, közgazdászok (Jules Ferry, Paul Leroy-Beaulieu) körében is. Benjamin Disraeli, aki 1852-ben a gyarmatokat még a „nyakunkba akasztott malomköveknek” nevezte, a kilencvenes években már Joseph Chamberlainnel és Cecil Rhodesszal együtt az imperializmus elszánt híve lett, elsősorban a munkásmozgalom fellendülésének megakadályozása érdekében. 
Cecil Rhodes, Rhodesia névadója, 1895-ben így írt erről:

„Tegnap a londoni East-Endben voltam és részt vettem a munkanélküliek egyik gyűlésén. Egyetlen kiáltás hallatszott: kenyeret; kenyeret! Hazamenet végiggondolva a látottakat, még jobban meggyőződtem az imperializmus fontosságáról. Nagy eszmém, a szociális kérdés megoldása, vagyis, hogy megmentsük az Egyesült Királyság 40 millió lakosát a gyilkos polgárháborútól, nekünk, gyarmatpolitikusoknak új földterületeket kell szereznünk, hogy letelepíthessük a fölös lakosságot és új piacot biztosítsunk azoknak az áruknak az elhelyezésére, amelyeket a gyárakban és a bányákban termelnek. A Birodalom, mint mindig is mondtam, gyomorkérdés. Aki nem akar polgárháborút, annak imperialistává kell lennie...”

– Cecil Rhodes

### A marxizmus imperializmus-fogalma
A marxizmus imperializmus-fogalmát Karl Kautsky és Rosa Luxemburg korábbi fejtegetései nyomán Lenin dolgozta ki Az imperializmus mint a kapitalizmus legfelsőbb foka című, 1917-ben megjelent művében. Ebben az imperializmus öt fő jellemzőjét fogalmazza meg: a termelés és a tőke koncentrációja, a monopóliumok kialakulása; a finánctőke kialakulása; a tőkekivitel előtérbe kerülése az árukivitellel szemben; a világ gazdasági felosztása a nemzetközi monopóliumok szövetségei között; a világ politikai felosztása a nagyhatalmak között.
Az imperializmus jellemzői mind szoros összefüggésben vannak a gyarmati rendszerrel. A gyarmatbirodalmak az imperialista hatalmak számára négy szempontból voltak különösen fontosak:  nyersanyagbázist jelentettek; az ipari késztermékek felvevő piacai voltak; a tőkekivitel terepévé váltak; katonai-stratégiai bázisokul szolgáltak.

## A klasszikus imperializmus kora

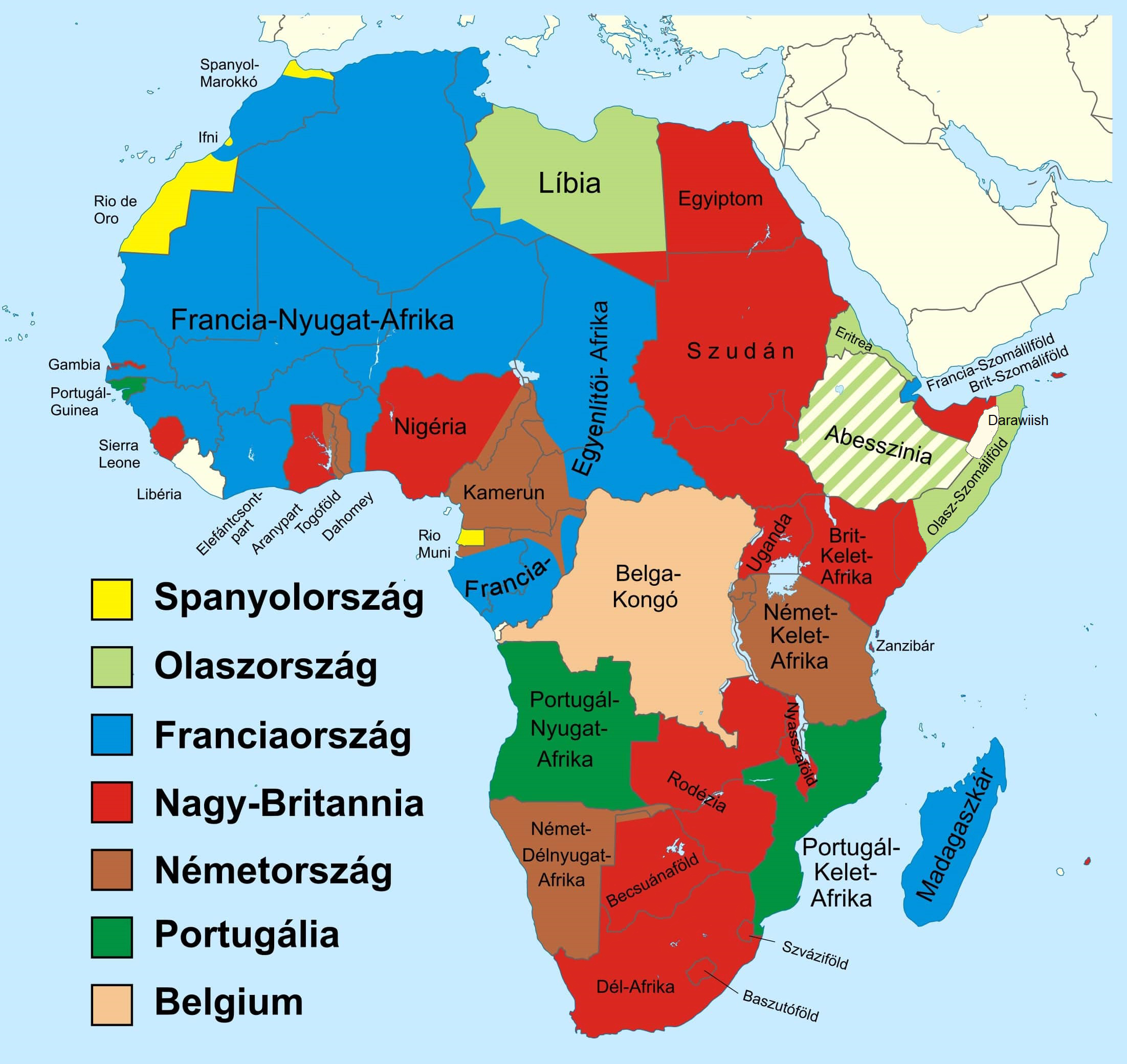
Afrika gyarmati felosztása, 1914-es állapot

A korai imperializmus idején, a 19. század elején a nagyhatalmak leginkább közvetett eszközökkel érvényesítették érdekeiket az elmaradott területeken. Az imperializmus fejlett vagy klasszikus szakaszának az 1870 és 1914 közötti időszak számít, amikor a korszak európai nagy- és középhatalmai világszerte hódító politikát folytattak, kiterjesztették uralmi területeiket stratégiai, gazdasági és politikai érdekeiknek megfelelően. A legnyilvánvalóbban ez a folyamat Afrikában zajlott le a (Hajsza Afrikáért). A fejlett imperializmus azonban nem csupán a gyarmatosításban nyilvánult meg, hanem megjelent a közvetettebb uralmi formákban is, mint az Oszmán Birodalom vagy Kína feletti egyre átfogóbb gazdasági és politikai befolyás alakjában, aminek eredményeképpen ezek és más államok a formális függetlenség megtartásával félgyarmati sorba kerültek.
Az imperializmus  fogalma gyorsan az európai politikai gondolkodás részévé vált ebben az időszakban. Charles Dilke írta Greater Britain című könyvében 1869-ben, hogy Angliának birodalmat kell kiépítenie. Németországban Paul Rohrbach hozta nyilvánosságra 1915 augusztusában Das größere Deutschland című írását. Franciaországban már az 1880-as évek óta állandó politikai beszédtéma volt a „la Plus Grande France“ követelése. Rudyard Kipling szépírói munkássága mellett az imperializmus ideológusa és erkölcsi védelmezője volt. Sokat idézett és vitatott 1899-es művében, a „The White Man’s Burden“ (A fehér ember terhe) című költeményben Kipling a modern, dinamikus hatalmak kötelességének nevezte a régi gyarmattartók visszaszorítását és egy új birodalom építését, vállalva az ezzel kapcsolatos erkölcsi kötelességeket. A költemény az imperializmus morális igazolásának szimbóluma lett, címe szállóigévé vált.

## Államszocialista felfogás
Az államszocialista felfogás szerint az imperializmus a kapitalizmus legfelsőbb fejlődési szakasza, amelynek fő jellemzője a monopóliumok kialakulása, nemzetközivé válása, s a befolyási övezetekre felosztott világ újrafelosztásáért vívott harc volt. Ez a monopóliumok agresszív terjeszkedési törekvéseinek következménye, amely már kétszer torkollott világháborúba.
A II. világháborút követően a szocializmus mint világrendszer megjelenésével a nyugati (imperialista) hatalmak egymás közötti harcának jelentőségét háttérbe szorította a két világrendszer harcának jelentősége, a szocializmus szerint az imperializmus agresszivitása a világszocializmus és a forradalmi erők ellen irányult. Az ideológia szerint ugyanakkor az imperializmust visszarettentette egy újabb világháború kirobbanásától a szocialista országok és a korabeli Szovjetunió katonai ereje. Ebben a helyzetben tűnt reálisnak az ún. „békés egymás mellett élés”, valamint a nemzetközi enyhülés politikája, amely történelmi perspektívában lehetővé tette volna, hogy a két világrendszer harcát ne a katonai erőszak, hanem a szocialista társadalom minőségi fölénye döntse el a szocializmus javára.

## Fordítás
- Ez a szócikk részben vagy egészben  az   Imperialismus című német Wikipédia-szócikk ezen változatának fordításán alapul.  Az eredeti cikk szerkesztőit annak laptörténete sorolja fel. Ez a jelzés csupán a megfogalmazás eredetét és a szerzői jogokat jelzi, nem szolgál a cikkben szereplő információk forrásmegjelöléseként.
- Ez a szócikk részben vagy egészben  az   Imperialismustheorie című német Wikipédia-szócikk ezen változatának fordításán alapul.  Az eredeti cikk szerkesztőit annak laptörténete sorolja fel. Ez a jelzés csupán a megfogalmazás eredetét és a szerzői jogokat jelzi, nem szolgál a cikkben szereplő információk forrásmegjelöléseként.
- Ez a szócikk részben vagy egészben  a   Monopolkapitalismus című német Wikipédia-szócikk ezen változatának fordításán alapul.  Az eredeti cikk szerkesztőit annak laptörténete sorolja fel. Ez a jelzés csupán a megfogalmazás eredetét és a szerzői jogokat jelzi, nem szolgál a cikkben szereplő információk forrásmegjelöléseként.